# Axbergs landskommun
Axbergs landskommun var en kommun i Örebro län.

## Administrativ historik
Kommunen inrättades i Axbergs socken i Örebro härad i Närke när 1862 års kommunalförordningar trädde i kraft.
Vid kommunreformen 1952 gick de tidigare kommunerna Ervalla (i Västmanland), Hovsta och Kil upp i Axberg.
1971 gick den i sin helhet upp i Örebro kommun.
Kommunkoden 1952-1970 var 1803.

### Kyrklig tillhörighet
I kyrkligt hänseende tillhörde kommunen Axbergs församling. Den 1 januari 1952 tillkom församlingarna Ervalla, Hovsta och Kil. Sedan 2002 omfattar Axbergs församling samma område som Axbergs landskommun efter 1952.

## Geografi
Axbergs landskommun omfattade den 1 januari 1952 en areal av 344,82 km², varav 331,90 km² land. Efter nymätningar och arealberäkningar färdiga den 1 januari 1960 omfattade landskommunen den 1 november 1960 en areal av 345,32 km², varav 334,56 km² land.

### Tätorter i kommunen 1960
| Tätort     | Folkmängd |
| ---------- | --------- |
| Lillån     | 738       |
| Ölmbrotorp | 365       |
| Hovsta     | 324       |

Tätortsgraden i kommunen var den 1 november 1960 27,0 procent.

## Politik

### Mandatfördelning i valen 1938-1966
| 10 | 3 | 3 | 4 |

| 20 |

| 9 | 3 | 4 | 4 |

| 19 |

| 9 | 4 | 4 | 3 |

| 18 |

| 15 | 10 | 9 | 6 |

| 39 |

| 15 | 2 | 7 | 9 | 7 |

| 40 |

| 14 | 9 | 8 | 9 |

| 40 |

| 15 | 10 | 8 | 7 |

| 38 |

| 13 | 10 | 9 |  | 7 |

| 35 |